# QVC (Italia)
QVC Italia è un retailer operante su diverse piattaforme (televisione, web e social media) che offre prodotti in diverse categorie, quali bellezza, benessere, casa, elettronica, moda e accessori. 
Parte del gruppo QVC, ha iniziato le sue attività in Italia nell'ottobre 2010.

## Storia e sede
QVC Italia è attiva dal 1º ottobre 2010. Gli studi da dove viene trasmessa la diretta televisiva sono di 15.000 m² e si trovano a Brugherio vicino a Milano, e comprendono anche gli uffici del Servizio Clienti e del Controllo Qualità.
Le spedizioni avvengono dal magazzino di Castel San Giovanni (provincia di Piacenza), con tempi di consegna usuali tra i 3 e i 5 giorni lavorativi.
Il CEO di QVC Italia è Sarah-Jane Morgan, subentrata a Paolo Penati ad aprile 2022.

## Caratteristiche
Il canale televisivo di QVC Italia è classificato come semi-generalista, e pone elevata attenzione a temi legati principalmente all’empowerment femminile. Ha implementato il progetto "Shopping for Good", devolvendo nel tempo raccolte fondi a varie cause benefiche.
La produzione include 15 ore di contenuti giornalieri in diretta, e si caratterizza per il "Today Special Value", una novità giornaliera lanciata ad un prezzo promozionale. Dal 2024, l'offerta giornaliera dei TSV è stata raddoppiata.

## Presentatori
Durante la diretta i presentatori interagiscono con gli esperti di prodotto e di categoria, facendosi portavoce delle domande e delle curiosità dei clienti, fornendo informazioni dettagliate sulla storia dei marchi e l'uso dei prodotti. La lista aggiornata dei presenter è consultabile sul sito web di QVC Italia. 

## Accesso
QVC Italia è disponibile su:
- Canale 32 del digitale terrestre e tivùsat
- Canale 475 di Sky
- HbbTV su QVC+ - Sito web ufficiale - Canale Youtube - Trustpilot
- Applicazione su Apple Store e Google Store

## Loghi

1º ottobre 2010 - 3 marzo 2020
In uso dal 4 marzo 2020